# Angelica lignescens
Angelica lignescens — вид трав'янистих рослин з родини окружкові (Apiaceae), ендемік Азорських островів.

## Поширення
Ендемік Азорських островів (о. Сан-Мігель, Фаял, Флорес, Піку).